# Jüdischer Friedhof (Smilawitschy)
Der Jüdische Friedhof Smilavichy ist ein jüdischer Friedhof in Smilawitschy in der Minskaja Woblasz in Belarus.
Das Dorf Smilavichy, etwa 30 Kilometer südöstlich von Minsk und Geburtsort des Malers Chaim Soutine, lag vor dem Zweiten Weltkrieg nahe der Ostgrenze zur (Zweiten) Republik Polen. Der einstige Begräbnisplatz befindet sich heute auf einem durch Gärten eingerahmten Wiesengelände am Westrand der Gemeinde. Die dort noch vorhandenen Grabsteine sind eingesunken, wurden abgebrochen oder umgestoßen und liegen im Gelände.

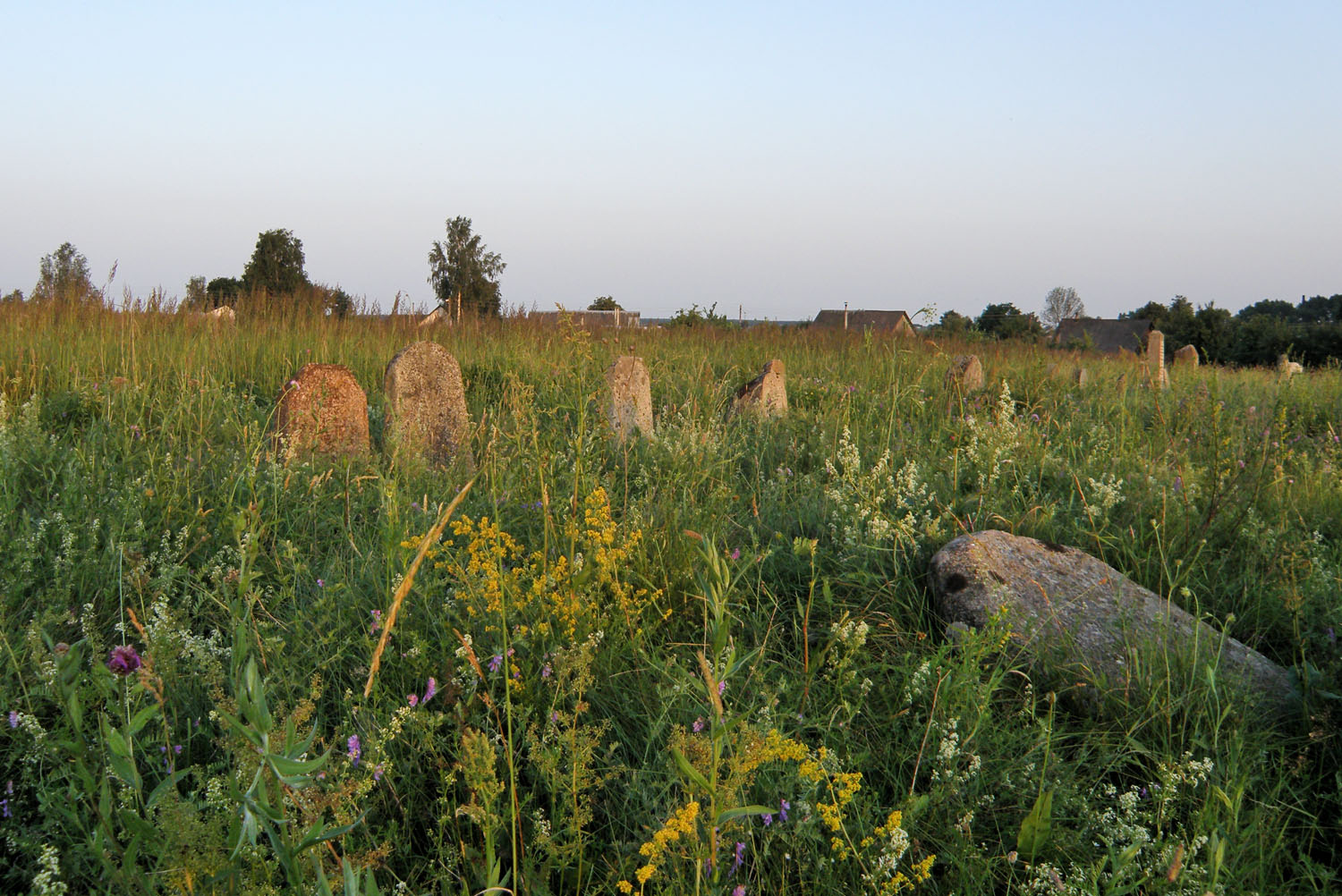
Jüdischer Friedhof in Smilawitschy
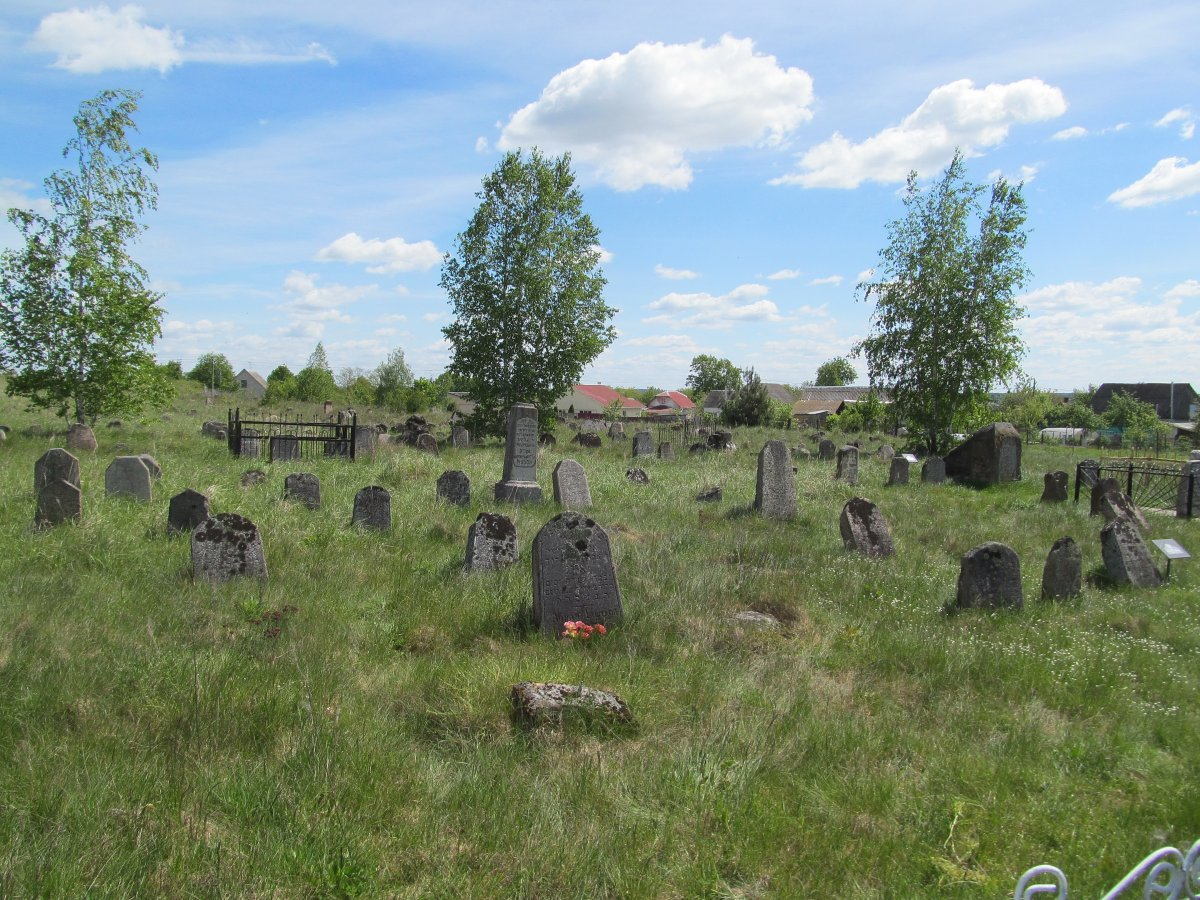
Jüdischer Friedhof in Smilawitschy